# Dainius Pūras

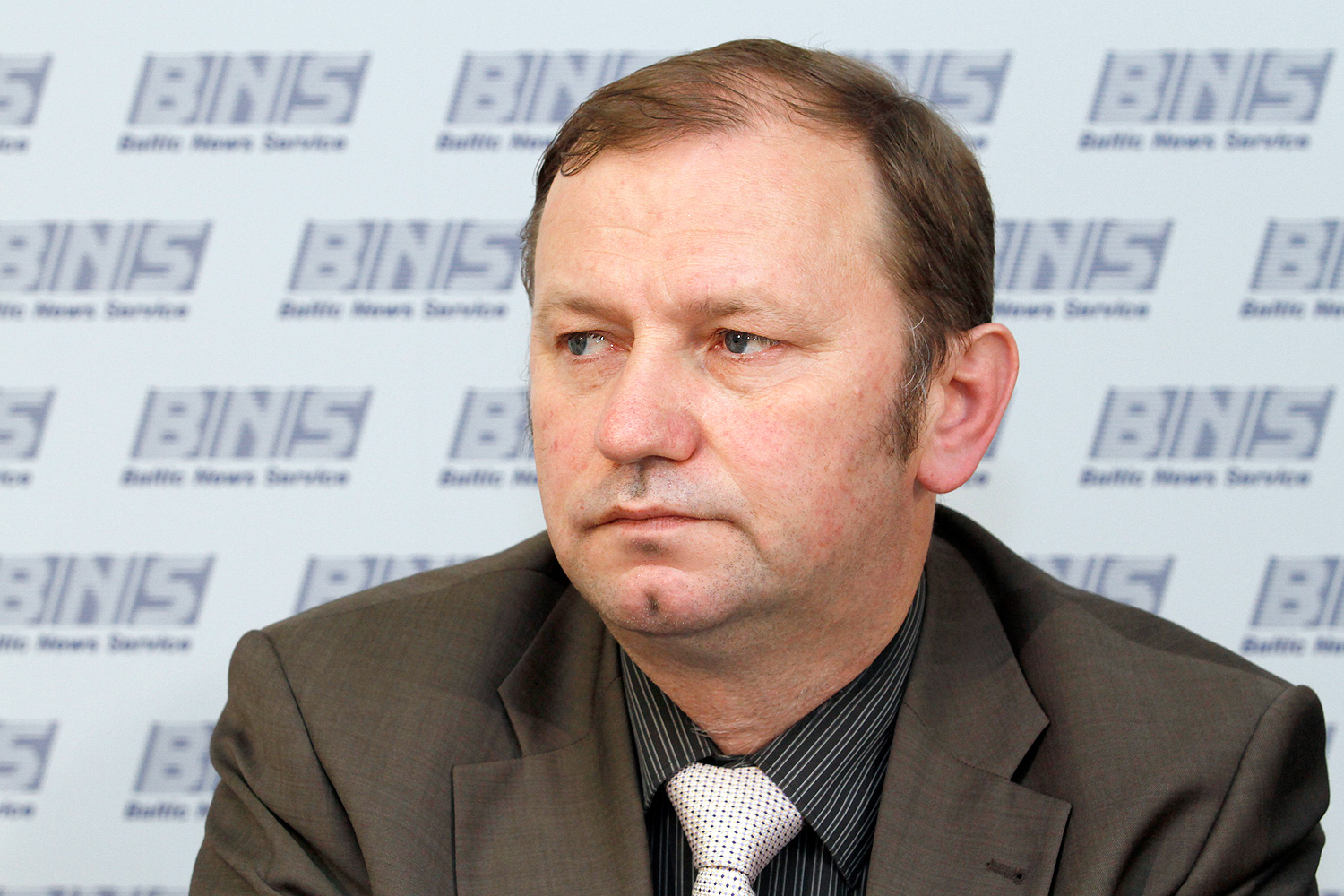
Dainius Pūras

Dainius Pūras (* 7. Februar 1958 in Vilnius) ist ein litauischer Arzt, Kinder- und Jugendpsychiater, Professor der Universität Vilnius (VU), liberaler Politiker der Stadtgemeinde Vilnius.

## Leben
Nach dem Abitur an der Mittelschule absolvierte Pūras 1981 das Studium der Medizin und von 1983 bis 1986 die Aspirantur an der VU. 1988 promovierte er  in Psychiatrie zum Thema „Mittelschwere und schwere geistige Behinderung von Kindern in der Bevölkerung der Stadt Vilnius“. Pūras bildete sich weiter an der Philipps-Universität Marburg.
Pūras ist Leiter des Zentrums  für Kinderpsychiatrie und Sozialpädiatrie an der  Psychiatrie-Klinik der Medizinfakultät der VU. Von 2000 bis 2002 war er Fakultätsdekan. Seit 2012 ist er Professor. Von  1994 bis 1999 war er Direktor des Zentrums  für Kinderentwicklung und von 1989 bis 2001 arbeitete er am Gesundheitsministerium Litauens. Von 2003 bis 2011 war er Mitglied im Rat der Stadtgemeinde Vilnius. Er arbeitet jetzt im Kinderkrankenhaus Vilnius in Santariškės.
Von 1990 bis 1992 war Pūras erster Präsident des Vereins der Psychiater Litauens (Lietuvos psichiatrų asociacija) und des Baltischen Verbands für Rehabilitation (von 1997 bis 2002 Vizepräsident), Vorstandsvorsitzende von VšĮ „Globali iniciatyva psichiatrijoje“ und Žmogaus teisių stebėjimo institutas, Vorstandsmitglied der Litauischen Vereins der Kinder- und Jugendpsychiater.
Ab 2003 war Pūras Mitglied von Liberalų ir centro sąjunga und von 2006 bis 2012 der Lietuvos Respublikos liberalų sąjūdis.
Seit 2014 ist er UN-Sonderberichterstatter für das Recht auf Gesundheit.
Pūras ist geschieden und hat eine Tochter und einen Sohn.